# بوشيني كيني
بوشيني كيني (الاسم العلمي:Puccinia kenyana) هو نوع من الفطريات يتبع جنس البوشيني من فصيلة البوشينية.